# پل بوگت
پل بوگت (انگلیسی: Paul Bowgett؛ زادهٔ ۱۷ ژوئن ۱۹۵۵) بازیکن فوتبال اهل بریتانیا است.
از باشگاه‌هایی که در آن بازی کرده‌است می‌توان به باشگاه فوتبال ویلدستون، باشگاه فوتبال تاتنهام هاتسپر، باشگاه فوتبال استیونج، باشگاه فوتبال ویمبلدون، و باشگاه فوتبال هیتچین تاون اشاره کرد.